# Comuna Gangura, Ialoveni
Comuna Gangura este o comună din raionul Ialoveni, Republica Moldova. Este formată din satele Gangura (sat-reședință), Alexandrovca, Homuteanovca și Misovca.

## Demografie
Conform datelor recensământului din 2014, comuna are o populație de 2.173 de locuitori. La recensământul din 2004 erau 2.392 de locuitori.

## Administrație și politică
Componența Consiliului local Gangura (11 consilieri), ales la 5 noiembrie 2023, este următoarea:
|  | Partid                                       | Consilieri | Componență | Componență | Componență | Componență | Componență | Componență | Componență |
|  | -------------------------------------------- | ---------- | ---------- | ---------- | ---------- | ---------- | ---------- | ---------- | ---------- |
|  | Partidul Acțiune și Solidaritate             | 7          |            |            |            |            |            |            |            |
|  | Partidul Socialiștilor din Republica Moldova | 4          |            |            |            |            |            |            |            |